# جان دونالد غو
جان دونالد غو هي رسامة توضيحية كندية، ولدت في 26 يناير 1903 في هامبشير في المملكة المتحدة، وتوفيت في 6 نوفمبر 2005 في أوتاوا في كندا.